# Pafos Football Club 2018-2019
Questa voce raccoglie le informazioni riguardanti il Pafos Football Club nelle competizioni ufficiali della stagione 2018-2019.

## Rosa
Fonte:
| N. |                      | Ruolo | Calciatore           |
| -- | -------------------- | ----- | -------------------- |
|    | Grecia (bandiera)    | P     | Ioannis Angelopoulos |
|    | Slovenia (bandiera)  | P     | Jan Koprivec         |
|    | Svizzera (bandiera)  | P     | Joël Mall            |
|    | Cipro (bandiera)     | P     | Evgenios Petrou      |
|    | Cipro (bandiera)     | D     | Kyriakos Antoniou    |
|    | Danimarca (bandiera) | D     | Patrick Banggaard    |
|    | Russia (bandiera)    | D     | Aleksandr Dovbnja    |
|    | Scozia (bandiera)    | D     | Kevin Holt           |
|    | Brasile (bandiera)   | D     | Jander               |
|    | Cipro (bandiera)     | D     | Antreas Karo         |
|    | Russia (bandiera)    | D     | Pavel Lelyukhin      |
|    | Brasile (bandiera)   | D     | Lorran               |
|    | Cipro (bandiera)     | D     | Andreas Panayiotou   |

| N. |                        | Ruolo | Calciatore                 |
| -- | ---------------------- | ----- | -------------------------- |
|    | Slovenia (bandiera)    | D     | Matija Širok               |
|    | Cipro (bandiera)       | D     | Sotiris Zantis             |
|    | Colombia (bandiera)    | C     | Brayan Angulo              |
|    | Cipro (bandiera)       | C     | Konstantinos Christodoulou |
|    | Belgio (bandiera)      | C     | Jens Cools                 |
|    | Rep. Ceca (bandiera)   | C     | Zdeněk Folprecht           |
|    | Brasile (bandiera)     | C     | Lulinha                    |
|    | Belgio (bandiera)      | C     | Luca Polizzi               |
|    | Croazia (bandiera)     | C     | Diego Živulić              |
|    | Paesi Bassi (bandiera) | A     | Mohamed Choukoud           |
|    | Slovacchia (bandiera)  | A     | Adam Nemec                 |
|    | Argentina (bandiera)   | A     | Federico Rasic             |
|    | Cipro (bandiera)       | A     | Panagiotis Zachariou       |